# Grit Schmelzer
Grit Schmelzer (* 4. August 1972 in Teterow) ist eine deutsche Politikerin (SPD). Sie ist seit Januar 2025 Abgeordnete im Landtag Mecklenburg-Vorpommern.

## Leben
Schmelzer legte 1992 ihr Abitur in Kombination mit einer Ausbildung zur Facharbeiterin für Tierproduktion an der Betriebsberufsschule in Malchin ab. Ursprünglich war geplant, dass sie die Landwirtschaftliche Produktionsgenossenschaft in Dalkendorf übernimmt. Nach der Wende studierte sie dann ab 1992 Landeskultur und Umweltschutz an der Universität Rostock. Sie schloss das Studium 1998 als Diplom-Ingenieurin ab. Später war sie im Betonwerk Langhagen tätig. Von 2007 bis 2008 arbeitete sie als Projektassistentin in der Wirtschaftsförderung der Stadt Teterow. Von 2009 bis 2014 war sie als Assistentin der Betriebsführung des Biomedizintechnikums Teterow. Von 2011 bis 2023 war sie wissenschaftliche Mitarbeiterin des Landtagsabgeordneten Nils Saemann. Von 2021 bis 2024 war sie zudem wissenschaftliche Mitarbeiterin des Bundestagsabgeordneten Johannes Arlt. Von 2024 bis Januar 2025 war sie als wissenschaftliche Mitarbeiterin in der Landesforschungsanstalt für Landwirtschaft und Fischerei Mecklenburg-Vorpommern tätig.

## Politik
Schmelzer ist seit 2015 Mitglied der SPD. Seit 2016 ist sie Vorsitzende des SPD-Ortsvereins Teterow-Gnoien. Zudem ist sie stellvertretende Landesvorsitzende der Sozialdemokratischen Gemeinschaft für Kommunalpolitik in Mecklenburg-Vorpommern.
Seit 2019 ist Schmelzer Mitglied der Stadtvertretung von Teterow. Zuvor war sie von 2014 bis 2019 sachkundige Bürgerin in Ausschüssen der Stadtvertretung. Zudem ist sie Vorsitzende der SPD-Fraktion in der Stadtvertretung. Seit 2024 ist sie zudem Mitglied des Kreistags des Landkreises Rostock und stellvertretende Vorsitzende der dortigen SPD-Fraktion.
Bei der Landtagswahl in Mecklenburg-Vorpommern 2021 kandidierte Schmelzer auf Platz 31 der SPD-Landesliste. Sie strebte ebenfalls eine Kandidatur im Landtagswahlkreis Landkreis Rostock III an, unterlag im parteiinternen Bewerbungsverfahren jedoch Nils Saemann.
Schmelzer rückte am 8. Januar 2025 für den verstorbenen Bernd Lange in den Landtag nach.